# چارلز هالتون
چارلز هالتون (انگلیسی: Charles Halton؛ ‏ ۱۶ مارس ۱۸۷۶ – ۱۶ آوریل ۱۹۵۹) بازیگر اهل ایالات متحده آمریکا بود.
از فیلم‌ها یا برنامه‌های تلویزیونی که وی در آن نقش داشته است، می‌توان به شکوفه‌هایی در برادوی، ستاره‌ای انتخاب کن، دیوانگان رقص، چه زندگی شگفت‌انگیزی، آقای لینکلن جوان، آقا و خانم اسمیت، خراب‌کار، سه پدرخوانده، شهر داج، ویلسون، بهترین سال‌های زندگی ما، خبرنگار خارجی، ترغیب دوستانه، جاده تنباکو اشاره کرد.